# Bozhou
För andra betydelser, se Bozhou (olika betydelser).
Bozhou, tidigare känd som Pohsien (kinesiska: 亳縣?, pinyin: Bó xiàn), är en stad på prefekturnivå i den nordvästra delen av provinsen Anhui i Kina.
Bozhou gränsar till provinsen Henan i norr.

## Administrativ indelning
Bozhou består av ett stadsdistrikt och tre härad.
| Namn                              | Typ           | Kinesiska | Pinyin         | Yta (km²) | Folkmängd (2020) |
| --------------------------------- | ------------- | --------- | -------------- | --------- | ---------------- |
| Guoyang                           | Härad         | 涡阳县    | Guōyáng Xiàn   | 2 111     | 1 170 719        |
| Lixin                             | Härad         | 利辛县    | Lìxīn Xiàn     | 2 012     | 1 187 254        |
| Mengcheng                         | Härad         | 蒙城县    | Mĕngchéng Xiàn | 2 141     | 1 101 640        |
| Qiaocheng                         | Stadsdistrikt | 谯城区    | Qiáochéng Qū   | 2 266     | 1 537 231        |
| Qiaocheng Guoyang Mengcheng Lixin |               |           |                |           |                  |

## Kända personer
- Hua Tuo, en kinesisk läkare från Handynastin
- Cao Cao, en kinesisk krigsherre från De tre kungadömenas tid
- Hua Mulan, en kinesisk hjältinna